# Sleepover
Sleepover is een film uit 2004 onder regie van Joe Nussbaum.

## Verhaal
Julie houdt een slaapparty met haar vrienden Hannah, Yancy en Farrah. Omdat ze populair willen worden, gaan ze de strijd aan met de populairste meiden van school. Het wordt een fatale nacht waarin meerdere regels worden gebroken.

## Rolverdeling
| Acteur                 | Personage      |
| ---------------------- | -------------- |
| Alexa Vega             | Julie Corky    |
| Mika Boorem            | Hannah         |
| Scout Taylor-Compton   | Farrah         |
| Kallie Flynn Childress | Yancy          |
| Sara Paxton            | Stacie         |
| Brie Larson            | Liz            |
| Sam Huntington         | Ren Corky      |
| Sean Faris             | Steve Phillips |
| Jane Lynch             | Gabby Corky    |
| Jeff Garlin            | Jay Corky      |
| Steve Carell           | Sherman        |
| Evan Peters            | Russell        |
| Hunter Parrish         | Lance          |
| Shane Hunter           | Miles          |
| Thad Luckinbill        | Todd           |